# Michelle Carter

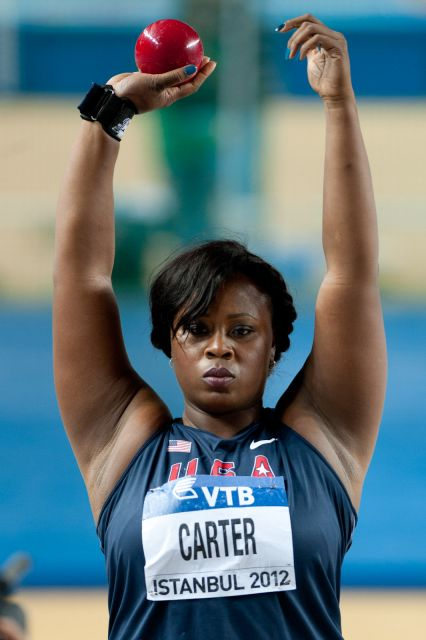
Michelle Carter 2012 in Istanbul

Michelle Carter (* 12. Oktober 1985 in San José, Kalifornien) ist eine US-amerikanische Kugelstoßerin.
Carter gewann bei den Jugendweltmeisterschaften 2001 in Debrecen die Silbermedaille und wurde 2004 in Grosseto Juniorenweltmeisterin. 2006 siegte sie bei den NCAA-Hallenmeisterschaften. Bei den Olympischen Spielen 2008 in Peking belegte sie den 15. Platz.
Carter wurde bei den Weltmeisterschaften 2009 in Berlin Sechste und bei den Weltmeisterschaften 2011 in Daegu Neunte. Ihre erste internationale Medaille im Erwachsenenbereich gewann sie als Dritte der Hallenweltmeisterschaften 2012 in Istanbul, die später wegen der Doping-Disqualifikation der Belarussin Nadseja Astaptschuk zu Silber wurde. In London erreichte sie bei den Olympischen Spielen den fünften Platz. Bei den Weltmeisterschaften 2013 in Moskau verpasste sie die Medaillenränge als Viertplatzierte um einen Zentimeter, 2015 in Peking gewann sie dann die Bronzemedaille.
Bei den Olympischen Spielen 2016 in Rio de Janeiro gewann Carter die Goldmedaille. Im letzten Versuch stieß sie mit 20,63 m persönliche Bestleistung und verdrängte damit noch Valerie Adams von der Führungsposition.
Michelle Carter ist 1,75 m groß und wiegt 118 kg. Sie wird von Jon Drummond, 2000 Olympiasieger in der 4-mal-100-Meter-Staffel, und ihrem Vater Michael Carter, 1984 Olympiazweiter im Kugelstoßen und ehemaliger Football-Spieler trainiert.